# Indoplanorbis exustus
Indoplanorbis exustus е вид охлюв от семейство Planorbidae. Видът не е застрашен от изчезване.

## Разпространение и местообитание
Разпространен е в Бангладеш, Виетнам, Йемен (Сокотра), Индия, Индонезия (Суматра и Ява), Иран, Китай (Тибет), Малайзия (Западна Малайзия), Мианмар, Непал, Оман, Пакистан, Саудитска Арабия, Тайланд и Шри Ланка.
Обитава крайбрежията на сладководни басейни и реки.